# Etienne de Stenbier de Wideux
Jean Nicolas Etienne de Stenbier de Wideux (III) (Luik, 26 september 1784 - Hoepertingen, 1 oktober 1857) was een Belgisch volksvertegenwoordiger.

## Levensloop
Baron Etienne (III) was een zoon van Etienne-François de Stenbier de Wideux (II) (1753-1835) en van Marie-Thérèse de Sluse de Hopertingen (1756-1835). Etienne-François de Stenbier (II) was een zoon van Etienne-François de Stenbier (I) en van Anne-Marguerite de Stockhem. Etienne-François (II) kreeg in 1816 adelserkenning met een baronstitel voor hem en voor al zijn nakomelingen. Etienne (III) bleef vrijgezel.
In 1833 werd hij verkozen tot katholiek volksvertegenwoordiger voor het arrondissement Hasselt en bleef dit tot in 1835.
Vanaf 1819 was hij gemeenteraadslid van Sint-Lambrechts-Herk en in 1836 werd hij er schepen.